# ЛЕФ (журнал)
«ЛЕФ» — журнал, издававшийся объединением ЛЕФ в 1923—1925 годах под редакцией Маяковского. Всего вышло семь номеров.

## История
В первых числах января 1923 года Маяковский направил в агитотдел ЦК РКП(б) предложение об издании нового журнала:
а) Цель журнала — способствовать нахождению коммунистического пути для всех родов искусства;

б) пересмотреть идеологию и практику так называемого левого искусства, отбросив от него индивидуалистическое кривлянье и развивая его ценные коммунистические стороны;

в) вести упорную агитацию среди произв<одителей> искусства за приятие коммунистического пути и идеологии;

г) принимая самые революционные теченья в области искусства, служить авангардом для искусства российского и мирового;

д) знакомить российскую рабочую аудиторию с достижениями европейского искусства, но не в лице его канонизированных, официальных представителей, а в лице лит<ературно>-худ<ожественной> молодежи, ныне отвергаемой европейской буржуазией, но представляющей из себя ростки новой пролетарской культуры;

е) бороться всяческим образом с соглашателями в области искусства, подменивающими коммунистическую идеологию в области искусства старыми, затрепанными фразами об абсолютных ценностях и вечных красотах;

ж) давать образцы литературных и художественных произведений не для услаждения эстетических вкусов, а для указания приемов создания действенных агитационных произведений;

з) борьба с декадентством, с эстетическим мистицизмом, с самодовлеющим формализмом, с безразличным натурализмом за утверждение тенденциозного реализма, основанного на использовании технических приемов всех революционных художественных школ.
Издание было разрешено, и первый номер журнала вышел в конце марта 1923 года. Помимо ответственного редактора Маяковского в редколлегию вошли Н. Асеев, Б. Арватов, О. Брик, Б. Кушнер, С. Третьяков, Н. Чужак. Они подписались под декларацией, открывающей журнал: «За что борется Леф?», в которой обещали «агитировать искусство идеями коммуны».
Каждый номер состоял из пяти разделов: 1) Программа; 2) Практика; 3) Теория; 4) Книга; 5) Факты. Раздел теории доминировал. Основными идеями лефовских теоретиков были жизнестроение, производственное искусство, социально-полезное действие.
Первоначально журнал выходил один раз в два месяца (с такой периодичностью вышли четыре номера в 1923 году), но затем выпускался нерегулярно: в 1924 году вышло два номера, в 1925 — один, последний (его тираж был 1500 экз.). Несмотря на публикацию ряда текстов, ставших классическими, журнал был закрыт из-за убыточности, т.к. не публиковал произведения для массового читателя. Среди авторов: В.Маяковский, Н. Асеев, Б. Пастернак, В. Каменский, А. Крученых, С. Третьяков, В. Шкловский, П. Незнамов и др. 
В «Лефе» были опубликованы несколько рассказов из «Конармии» Бабеля и два самых знаменитых «Одесских рассказа»: «Король» и «Как это делалось в Одессе».